# W Series
A W Series é um campeonato de fórmula exclusivo para mulheres. A categoria teve três temporadas (2019, 2021 e 2022), tendo a temporada de 2020 cancelada devido a Pandemia de COVID-19. A temporada de 2023 acabou sendo cancelada, devido a falta de patrocinadores, levando ao cancelamento do campeonato. As três temporadas tiveram a piloto britânica Jamie Chadwick como vencedora.

## História

### Origem
A W Series foi lançada publicamente em 10 de outubro de 2018. Rumores relativo a criação de uma categoria de fórmula exclusivamente feminina já circulavam desde novembro de 2017.  A categoria foi criada em resposta à falta de pilotos do sexo feminino progredindo para os mais altos níveis de automobilismo, particularmente a Fórmula 1.  A categoria teve o apoio de vários membros importantes da comunidade do automobilismo, incluindo o ex-piloto de F1 David Coulthard e o engenheiro Adrian Newey.

### 2019

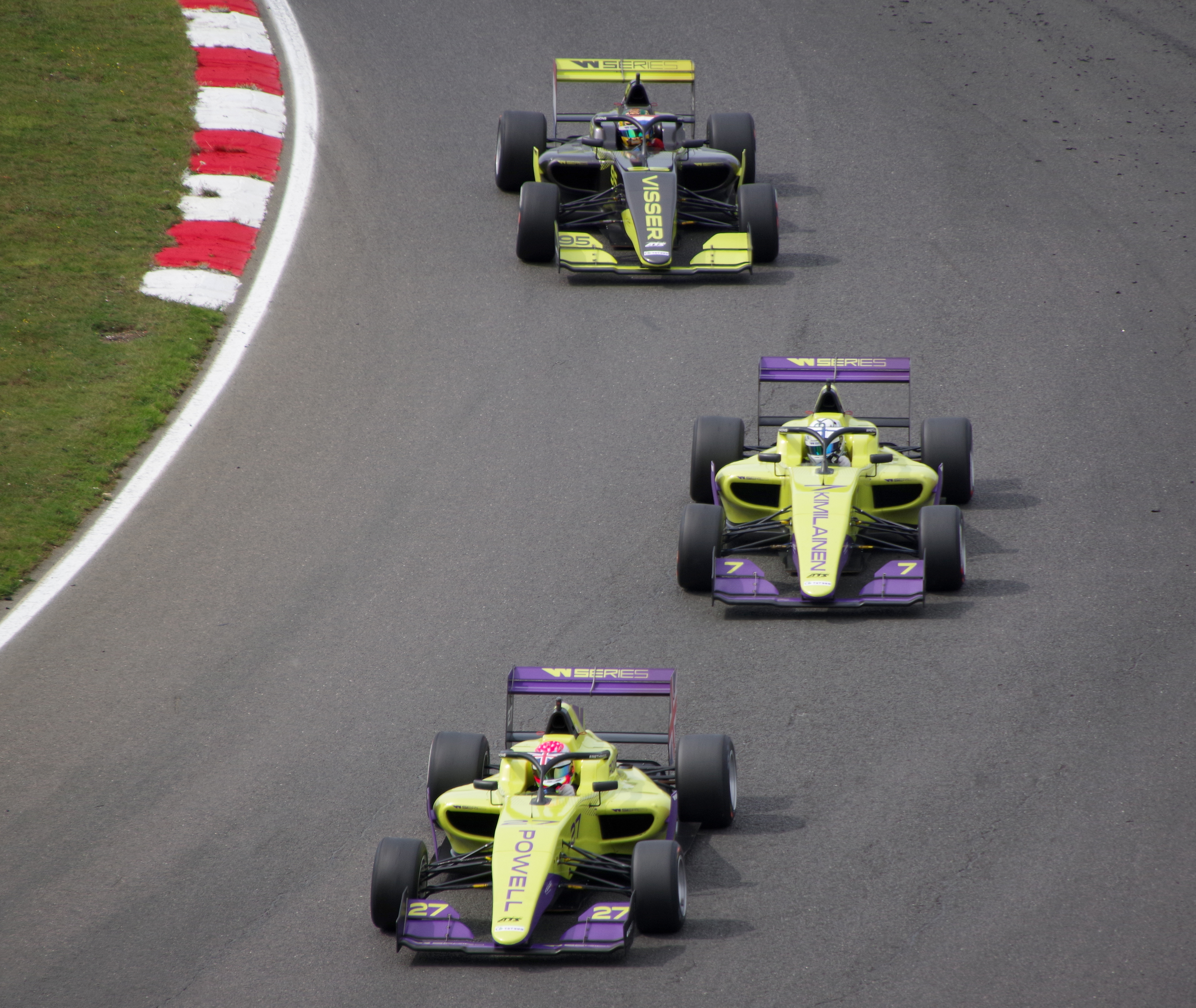
Alice Powell, Emma Kimiläinen e Beitske Visser na etapa de Brands Hatch da W Series, em 2019

A temporada inaugural correu em conjunto do campeonato de 2019 da Deutsche Tourenwagen Masters (DTM) e todos os carros eram operados pela Hitech GP. A temporada consistiu de seis etapas em seis circuitos diferentes (dois na Alemanha e os restantes na Europa). Na pré-temporada, 61 pilotos foram listadas para escolher, ao final, as 18 melhores pilotos para disputar a temporada, com 54 pilotos aparecendo. Dessa lista, 28 pilotos foram escolhidas para testar os carros da categoria antes da escolha das 18 pilotos (mais duas suplentes) serem confirmadas.
A temporada de 2019 iniciou em Hockenheimring, com vitória da piloto britânica Jamie Chadwick. Outras pilotos que brilharam na primeira foram Marta García, que terminou no pódio, e Miki Koyama, que saiu da 17ª posição para terminar em 7ª. Emma Kimiläinen se lesionou em um acidente com Megan Gilkes; lesão essa que a deixou fora por duas etapas, nas quais ela foi substituída pelas duas pilotos suplentes da categoria - Sarah Bovy e Vivien Keszthelyi. Beitske Visser levou a segunda etapa, em Zolder, liderando do início ao fim, deixando para trás a disputa de posição entre Chadwick e Alice Powell. Fabienne Wohlwend marcou a pole position em Misano, mas fez uma má largada e colidiu com Powell na primeira curva. Da mesma forma, Wohlwend terminou em terceiro, logo atrás de Visser (em 2º) e Chadwick (em 1º). García liderou por toda a etapa de Nuremberg, levando a vitória e Kimiläinen levando a próxima etapa, em Assen. Um etapa extracampeonato foi disputada em Assen, com Gilkes vencendo Powell por uma margem mínima de 0s003. Chadwick e Visser eram as únicas a disputar o título da categoria na sua última etapa, em Brands Hatch, com Chadwick levando o título - mesmo com Powell vencendo a corrida.

### 2020
O calendário da temporada de 2020 foi anunciada no início do ano, com seis etapas na Europa (em apoio da DTM) e duas na América do Norte (em apoio da Fórmula 1). A lista inicial de pilotos para 2020 marcava as 12 melhores da temporada anterior e mais seis pilotos novas na categoria. A categoria receberia o patrocínio da produtora de celulares ROKiT. A temporada de 2020 foi cancelada devido a Pandemia de COVID-19 e uma temporada de e-Sports com 10 etapas na plataforma iRacing foi estabelecida. Beitske Visser venceu a temporada de e-Sports.

### 2021

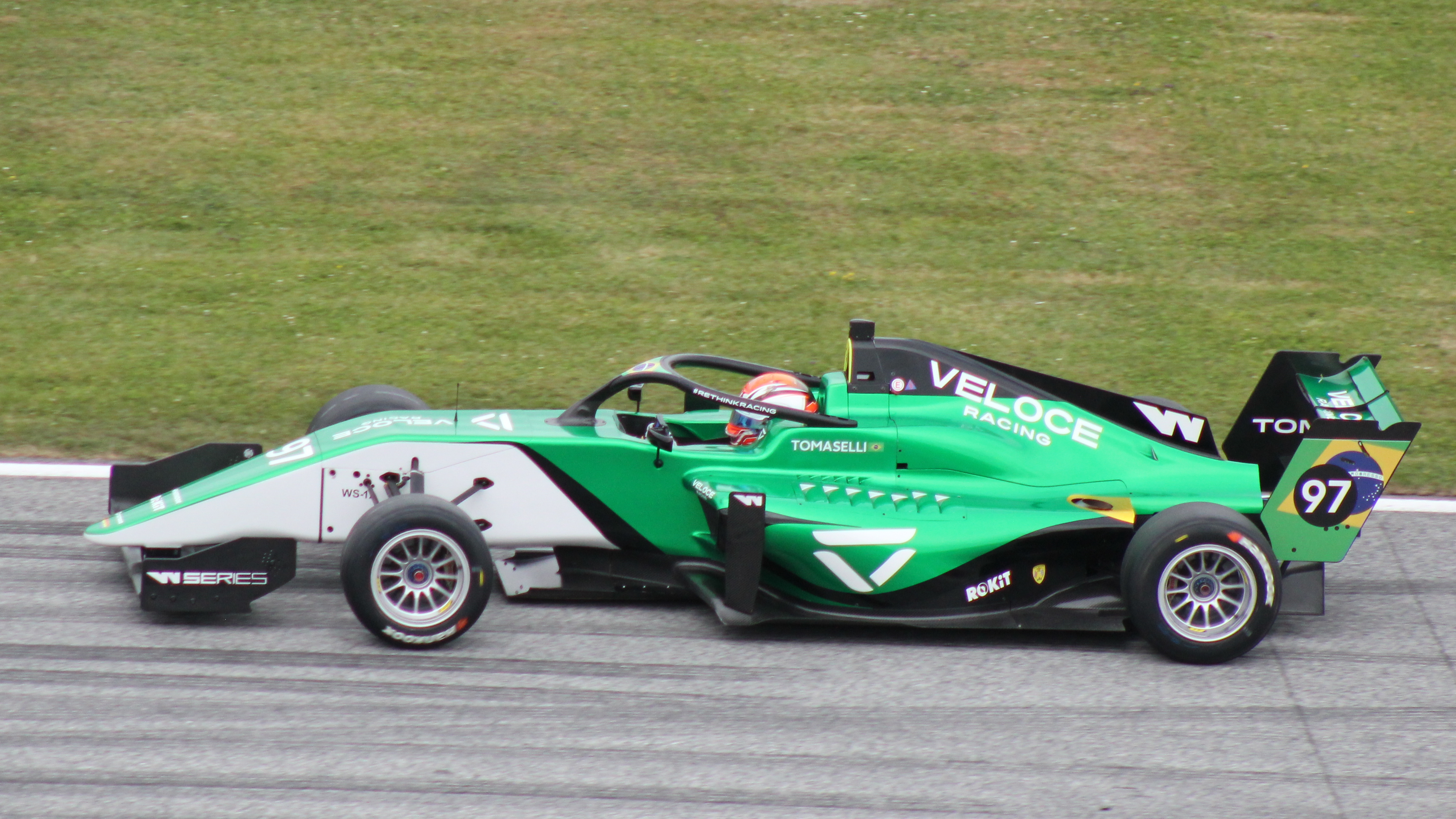
Bruna Tomaselli na etapa de Spielberg da W Series, em 2021

A temporada de 2021 teve oito etapas, corridas em conjunto da temporada de 2021 da Fórmula 1. Inicialmente, a categoria pretendia ter as oito etapas em lugares diferentes, porém a última etapa, no México, foi cancelada, forçando a categoria a fazer uma segunda corrida em Austin. A categoria também trocou sua equipe operadora, da Hitech GP para a Double R Racing (operando como Fine Moments) e lançando um sistema de "equipes", baseado em patrocinadores, tanto por motivos financeiros quanto de identificação. Powell venceu uma primeira etapa caótica em Spielberg, com Chadwick levando a segunda etapa, também no Red Bull Ring, com Irina Sidorkova chegando em 2º. Powell conseguiu sua segunda vitória em Silverstone, mesmo tendo ficado atrás de Wohlwend por maioria da corrida. Chadwick também levou sua segunda vitória do ano, em Hungaroring.
A etapa de Spa-Francochamps foi ofuscada foi um acidente envolvendo seis carros durante a sessão de qualificações, que resultou que Visser e Ayla Ågren abandonassem a etapa; a corrida - disputada em uma chuva torrencial - foi vencida por Kimiläinen, seguida de Chadwick e Marta García. Powell venceu sua terceira corrida da temporada em Zandvoort, empatando em pontos com Jamie Chadwick a uma etapa do fim do campeonato. Na sua última etapa, a piloto suplente Abbi Pulling marcou uma surpreendente pole-position para a final em Austin, que findou com Chadwick vencendo e se tornando bicampeã da categoria. A temporada terminou com uma pequena polêmica, após Abbie Eaton fraturar sua vértebra T4 após passar por uma "zebra salsicha" do autódromo.

### 2022

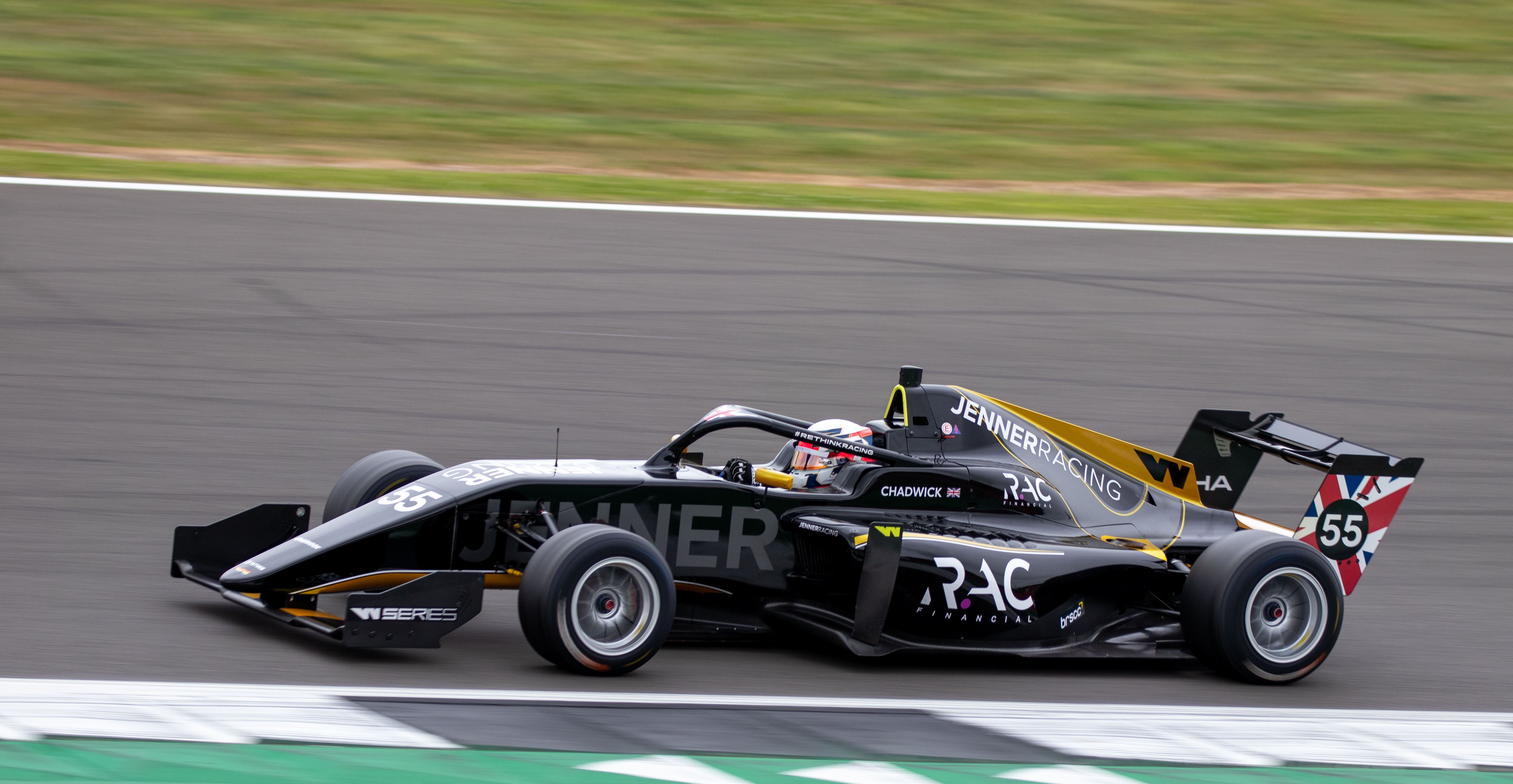
Jamie Chadwick na etapa de Silverstone da W Series, em 2022

A temporada de 2022 continuou sendo corrida em conjunto da Fórmula 1, inicialmente sendo projetada com oito etapas (como 2021). O calendário foi expandido ao longo da pré-temporada para ter dez etapas, incluindo etapas duplas na abertura e fechamento da temporada. As oito primeiras pilotos na classificação da temporada passada se qualificaram diretamente para a temporada de 2022, incluindo a continuidade da bicampeã Chadwick, agora com apoio da socialite americana Caitlyn Jenner. Mais cinco pilotos foram mantidas da temporada anterior, se juntando mais cinco novatas na categoria. Irina Sidorkova iria ser uma das pilotos que se manteria de 2021, porém acabou sendo excluída, devido a Invasão da Ucrânia pela Rússia.
Nerea Martí marcou uma surpreendente pole position na primeira etapa, em Miami. Kimiläinen liderou boa parte de uma corrida com interrupções com bandeira vermelha e várias entradas do carro de segurança, porém, na última volta, Kimiläinen sofreu uma quebra em sua transmissão e acabou dando a vitória para Chadwick. Chadwick venceu a segunda etapa de Miami em uma corrida controversa, com Martí ficando em terceiro após ser punida devido a um incidente na pista. Chadwick venceu a terceira etapa do ano em Barcelona, apesar de alta pressão de Abbi Pulling durante a corrida, e também a quarta etapa em Silverstone, após Powell ser punida com um stop-and-go e uma disputa pelo pódio com Pulling e Kimiläinen. A série de vitórias de Chadwick se viu ameaçada após uma punição no grid em Paul Ricard, após uma infração nas qualificações, porém, durante a corrida, Chadwick recuperou posições e terminou vencendo a corrida, marcada principalmente pelo acidente de Abbie Eaton na largada e a batalha pela sexta posição entre Marta García e Fabienne Wohlwend.  A série de vitórias de Chadwick terminou em Hungaroring, com a vitória de Alice Powell em outra etapa caótica.
Após a etapa húngara, foi reportado que a categoria passava por dificuldades financeiras consideráveis, como foi demonstrado na prestação de contas apresentada à Companies House britânica em 5 de setembro de 2022, nas quais mostravam passivos líquidos de pouco mais de £7.5 milhões em 31 de dezembro de 2021, com dividas com um número de credores; incluindo Whisper, a empresa de mídia controlada por Jake Humphrey e David Coulthard, e a Velocity Experience, que provia os serviços de hotelaria para a categoria. Haviam dúvidas se a categoria conseguiria terminar a temporada de 2022. A sexta etapa da temporada seria em Suzuka, mas foi mudada para Singapura, devido a "desafios operacionais". Uma tempestade tropical afetou a sessão de qualificações e resultou em um grid confuso, deixando Chadwick em oitava posição, terminando a corrida envolvida em um acidente, e com Visser vencendo sua segunda corrida na categoria.
Em 10 de outubro de 2022, uma semana após a etapa de Singapura, as últimas três etapas - uma em Austin e duas no México - foram canceladas por motivos financeiros. Simultaneamente, a diretora-executiva da categoria, Catherine Bond Muir, expressava confiança que o campeonato retornaria para a temporada de 2023. Jamie Chadwick foi declarada campeã, se tornando a única campeã da história da categoria, com três campeonatos.

### Encerramento
Em novembro de 2022, a Fórmula 1 anunciou a criação da F1 Academy, uma categoria exclusivamente feminina utilizando carros de Fórmula 4 e com a participação de equipes com experiências na Fórmula 2 e Fórmula 3, tendo sua primeira temporada para 2023. Pouco antes da primeira etapa da F1 Academy, a W Series ainda não havia feito novas declarações e seu retorno parecia improvável. Em 15 de junho de 2023, foi reportado que a W Series havia entrado em recuperação judicial. Dois meses depois, as empresa de administração Evelyn Partners confirmou que a categoria havia sido encerrada e seus ativos - incluindo os 19 carros - seriam vendidos em setembro de 2023. Em seu fechamento, a companhia teve lucros de £ 515 e dívidas totalizando £ 23 milhões para 151 credores. Apesar de não estarem na lista de credores, várias pilotos - incluindo Alice Powell, Abbi Pulling e Beitske Visser - afirmaram que não receberam os prêmios devidos pela categoria na temporada de 2022.

## Organização

### Formato do campeonato
Todas as temporadas do campeonato apresentaram dezoito pilotos de todo o mundo, além de uma a cinco pilotos de reserva. Em 2019, as pilotos foram escolhidas com base nas habilidades em pilotagem, mídia e condição física, em um processo de seleção que começou com cinquenta e quatro participantes, sendo diminuído para 28 em sua segunda fase e terminando com as 20 pilotos escolhidas (18 efetivas e duas suplentes). Na conclusão da temporada, um certo número de pilotos se qualificaria automáticamente para a próxima temporada (indo de 8 a 12 pilotos, dependendo da temporada) e um pequeno evento de qualificação era estabelecido para escolher as demais pilotos para a temporada seguinte. A temporada inaugural consistiu de seis corridas, todas na Europa.
O título de campeã da W Series é concedido a competidora com o maior número de pontos em todas as rodadas qualificadas, menos pontos de penalidade incorridos. Se duas ou mais pilotos terminarem a temporada com o mesmo número de pontos, o lugar mais alto da série será concedido àquela com mais vitórias. Se o número de vitórias for o mesmo, segue-se o número de segundos lugares, terceiros lugares e assim por diante.
Em 2020, a W Series se tornou elegível para marcação de pontos para a Superlicença FIA, com 15 pontos concedidas à campeã. Se a mesma decidir ficar na categoria na próxima temporada, os pontos seriam rescindidos.

### Formato de fim de semana de corrida
Treino e qualificação
Em 2019, cada rodada inclui duas sessões de treinos livres, de trinta minutos (durante a sexta-feira) e uma sessão de qualificação, de (também) trinta minutos (no sábado). Em 2021, o formato foi modificado, com uma das sessões de treinos livres sendo descartada e a qualificação sendo movida para a sexta-feira.
Corrida
Em 2019, as corridas deviam ter 30 minutos + uma volta, sendo disputadas no sábado, tendo como única exceção o evento extra-campeonato em Assen, onde a corrida se deu no domingo de manhã. Em duas etapas (Austin 2021 e Miami 2022) tiveram duas baterias de corridas, cada uma com 30 minutos + uma volta, sendo disputadas no sábado e no domingo, com o grid da segunda bateria decidido pelo segundo melhor tempo de cada piloto nas qualificações.

### Sistema de pontos
Pontos são concedidos para as 10 primeiras pilotos a terminar a corrida, da seguinte forma:
| Posição de corrida | 1.ª | 2.ª | 3.ª | 4.ª | 5.ª | 6.ª | 7.ª | 8.ª | 9.ª | 10.ª |
| Pontos             | 25  | 18  | 15  | 12  | 10  | 8   | 6   | 4   | 2   | 1    |

## Carros
A W Series, sendo uma categoria monomarca, contava com carros mecanicamente idênticos. A categoria contou, por grande parte de sua existência, com o chassis Tatuus F3-T318, construído em fibra de carbono com carenagem em fibra de vidro, sendo homologado pela FIA pelas regras da Fórmula 3, porém, já sendo equipado com o halo. O carro era propulsado por um motor Alfa Romeo (modificado pela Autotecnica) TBi 1.8 4-cil DOHC Turbo, gerando 273 cv (201 kW), acoplado a uma tranmissão Sadev SL-R 82, manual, de sete velocidades (seis a frente e uma ré). Os carros contavam com pneus Hankook e combustível da Aral.
Em 2022, para manter a pegada de carbono de seus transportes a menor possível, a categoria decidiu usar os Tatuus FT-60 da Toyota Racing Series para as etapas de Barcelona e Singapura. Esses carros, construídos nos mesmos padrões (e pela mesma fabricante) dos carros já utilizados pela categoria, eram propulsados por motores Toyota 8AR-FTS, 2.0 4-cil DOHC Turbo, gerando os mesmos 273 cv (201 kW) e acoplados a mesma transmissão utilizada nos T318 da W Series.

## Campeãs

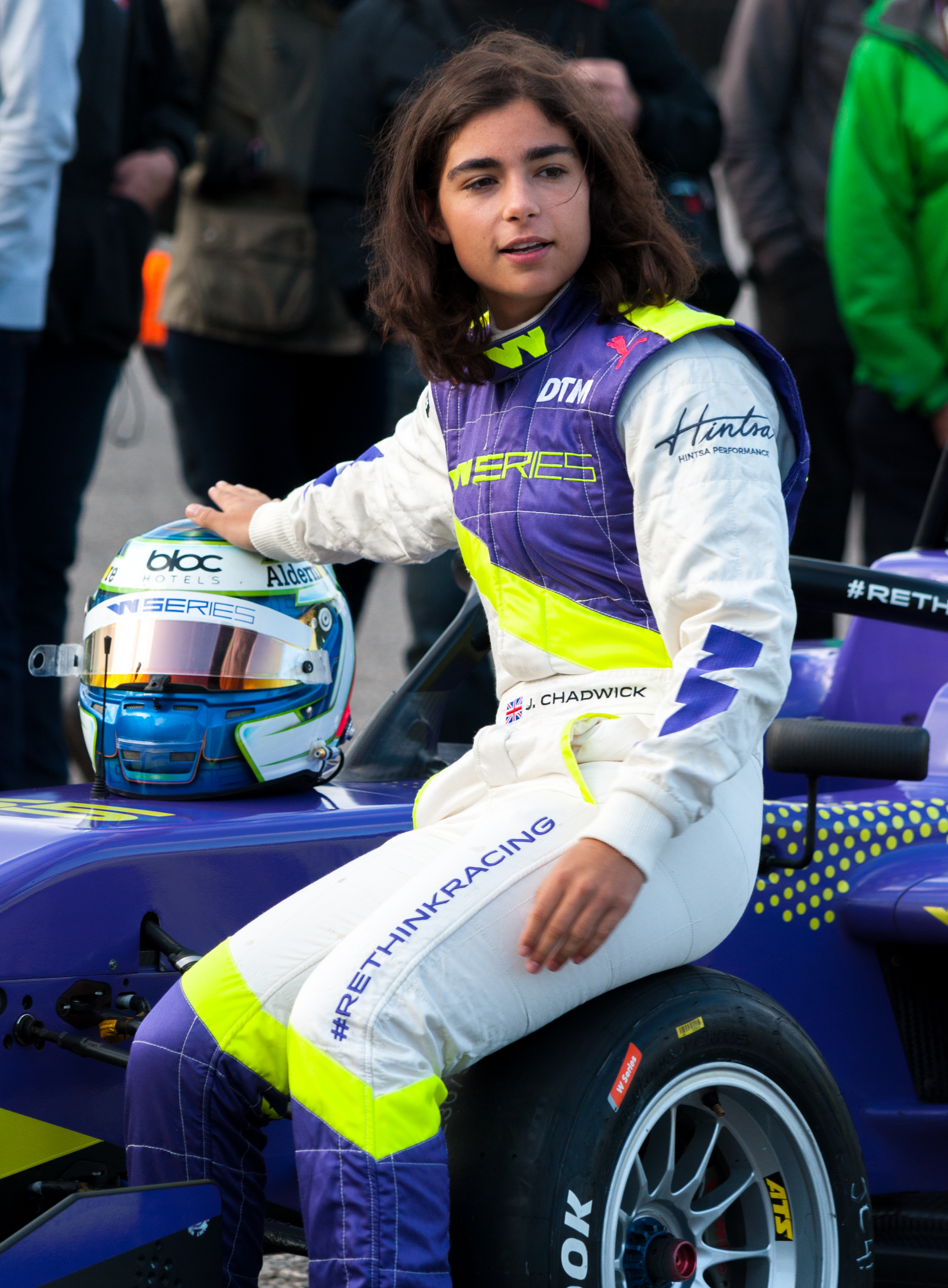
Jamie Chadwick, campeã de todas as edições do campeonato

| Temporada | Piloto                                            | Poles                                             | Vitórias                                          | Pódios                                            | VMR.                                              | Pontos                                            | Campeã em                                         | Margem                                            |
| --------- | ------------------------------------------------- | ------------------------------------------------- | ------------------------------------------------- | ------------------------------------------------- | ------------------------------------------------- | ------------------------------------------------- | ------------------------------------------------- | ------------------------------------------------- |
| 2019      | Jamie Chadwick                                    | 3                                                 | 2                                                 | 5                                                 | 0                                                 | 110                                               | Etapa 6 de 6                                      | 10                                                |
| 2020      | Temporada cancelada devido a pandemia de Covid-19 | Temporada cancelada devido a pandemia de Covid-19 | Temporada cancelada devido a pandemia de Covid-19 | Temporada cancelada devido a pandemia de Covid-19 | Temporada cancelada devido a pandemia de Covid-19 | Temporada cancelada devido a pandemia de Covid-19 | Temporada cancelada devido a pandemia de Covid-19 | Temporada cancelada devido a pandemia de Covid-19 |
| 2021      | Jamie Chadwick                                    | 3                                                 | 4                                                 | 7                                                 | 3                                                 | 159                                               | Etapa 8 de 8                                      | 27                                                |
| 2022      | Jamie Chadwick                                    | 3                                                 | 5                                                 | 6                                                 | 3                                                 | 143                                               | Etapa 7 de 7                                      | 50                                                |

## Circuitos
| Circuitos             | Anos        |
| --------------------- | ----------- |
| Hockenheimring        | 2019        |
| Zolder                | 2019        |
| Misano                | 2019        |
| Norisring             | 2019        |
| TT Circuit Assen      | 2019        |
| Brands Hatch          | 2019        |
| Red Bull Ring         | 2021        |
| Silverstone           | 2021 - 2022 |
| Hungaroring           | 2021 - 2022 |
| Spa-Francochamps      | 2021        |
| Zandvoort             | 2021        |
| Circuito das Américas | 2021        |
| Miami                 | 2022        |
| Barcelona             | 2022        |
| Paul Ricard           | 2022        |
| Marina Bay            | 2022        |

## Transmissão
A categoria era transmitida no Brasil pela SporTV, com somente as corridas sendo veiculadas. A categoria foi veiculada na Angola e Moçambique pela SuperSport Motorsports. A categoria tinha cobertura completa própria pelo Facebook, YouTube e Twitch.

## Críticas
A W Series tem enfrentado críticas desde que foi anunciada publicamente, com oponentes da série afirmando que a categoria irá segregar as mulheres em vez de promover sua inclusão em séries estabelecidas.
A piloto britânica da IndyCar Series Pippa Mann respondeu ao anúncio da série no Twitter, dizendo: “Que dia triste para o automobilismo. Aqueles com financiamento para ajudar as mulheres estão escolhendo segregá-las em vez de apoiá-las. Estou profundamente desapontado em ver tal um retrocesso histórico ocorreu na minha vida.”
As opiniões de Mann sobre a segregação foram ecoadas por Charlie Martin, que afirmou: “Esta série é baseada na segregação e, embora possa criar oportunidades para algumas mulheres pilotos, envia uma mensagem clara de que a segregação é aceitável. Não discriminamos no esporte com base em raça, por isso é particularmente chocante que consideremos aceitável fazê-lo com base no gênero em 2018. Como pilotos, queremos competir contra os melhores pilotos - independentemente de idade, raça, orientação sexual ou gênero - e provar que somos os melhor no que fazemos.”
Simona de Silvestro, ex-piloto de testes da Fórmula E e da Sauber F1, sugeriu que o fundo de prêmios de US $ 1,5 milhão seria melhor investido em um sistema de bolsas de estudo para apoiar o desenvolvimento de talentos em uma ampla gama de disciplinas do automobilismo: “Se há realmente tanto dinheiro indo para a série, algumas garotas têm sido bastante competitivas nas séries juniores. Parece que todo mundo está lutando para conseguir a chance. Se você olhar para uma afiliação da Red Bull ou da Mercedes, de alguma forma essas crianças sempre entram nos melhores times e então estão vencendo. Eu acho que, pessoalmente, teria sido melhor fazer algo como o programa Red Bull e garantir que algumas meninas tenham uma oportunidade em um time realmente bom.”
Claire Williams, na época vice-chefe da equipe Williams de Fórmula 1, foi inicialmente crítica da série e sentiu que era análogo à segregação. No entanto, ela mais tarde se retratou e elogiou a série por promover as mulheres no automobilismo.